# Mozart et Salieri (Pouchkine)
Pour les articles homonymes, voir Mozart (homonymie) et Salieri.
Ne doit pas être confondu avec Mozart et Salieri.
Mozart et Salieri (en russe : Моцарт и Сальери ; en orthographe précédant la réforme de 1917-1918 : Моцартъ и Сальери) est une courte pièce de théâtre en un acte de deux scènes d’Alexandre Pouchkine écrite en 1830. Le thème est né d'une légende apparue à l'époque romantique : la jalousie puis l’empoisonnement de Wolfgang Amadeus Mozart par Antonio Salieri.
La pièce ne fut jouée que deux fois lors du vivant de son auteur, au théâtre Bolchoï de Pétersbourg. Elle fut éditée dans l'almanach Les Fleurs du Nord en 1832 en mémoire d'Anton Delvig.

## Résumé
Scène 1
Soliloque de Salieri expliquant qu'enfant, touché par une musique, il décide de se consacrer à l'art, le travail qu'il a fourni pour apprendre les différentes techniques de la musique, puis les premières créations, la gloire méritée, et enfin sa jalousie face au génie « d'un viveur, d'un oisif… ô Mozart ».
Arrive Mozart avec un aveugle, il lui fait chanter l'air « Voi che sapete » extrait de l'opéra Les Noces de Figaro. Salieri chasse l'aveugle mais retient Mozart, qui il lui présente « deux, trois idées, le fruit d'une insomnie ».
Salieri lit la musique (« Quelle harmonie et quelle profondeur ! C'est hardi, c'est d'un Dieu ») et invite Mozart à déjeuner.
Monologue de Salieri : il envisage d’empoisonner Mozart.
Scène 2
Mozart et Salieri sont à table. Mozart lui fait part d'une chose étrange : une personne masquée et vêtue de noir lui a commandé un Requiem. Quand Mozart lui fait une démonstration de cette œuvre en la lui jouant sur le clavier, Salieri verse du poison dans le verre de Mozart, qui le boit. Mozart quitte la table, il a un malaise.

## Personnages
- Wolfgang Amadeus Mozart
- Antonio Salieri
- violoniste aveugle (rôle muet)

## Postérité
Mozart et Salieri est aussi un opéra composé par Nikolaï Rimski-Korsakov, dont le livret est presque identique à la pièce de Pouchkine.
Peter Shaffer s'est inspiré de la courte pièce de Pouchkine pour sa pièce Amadeus ; il a aussi écrit le scénario du film éponyme de Miloš Forman, sorti en 1984.
Cette pièce jouée en Russie a été filmée par Nina Ignatova en 1958 avec pour interprètes Nikita Podgorny interprétant Mozart, Mikhaïl Astangov interprétant Salieri et Vladimir Andreïevitch Dorofeïev (ru) interprétant un vieux violoniste.

## Édition française
- Mozart et Salieri, traduit par Sophie Engelhardt, éditions Berger-Levrault et Cie, Nancy, 1875.
- Mozart et Salieri, traduction et postface par Olga Medvedkova, A. Baudry et Cie, 2014; deuxième édition revue et corrigée, Paris, TriArtis, 2023. isbn 9782490198436.
- Alexandre Pouchkine, Le convive de pierre et autres scènes dramatiques, traduction d'André Markowicz, Actes Sud, collection Babel, 1993, 2006
  - Cet ouvrage contient toutes les œuvres dramatiques de Pouchkine (excepté Boris Godounov) : Le Chevalier avare, Le Convive de pierre, Le Festin pendant la peste, Une scène du Faust, La Sirène, Une scène de chevalerie.